# نواة نخاعية للعصب ثلاثي التوائم
النواة النخاعية للعصب ثلاثي التوئم هي نواة عصبية في النخاع المستطيل تتلقى الاشارات الحسية مثل الإحساس باللمس والألم ودرجة الحرارة من نصف الوجه في نفس الجانب،
وتستقبل هذه النواة الإشارات الحسية من العصب ثلاثي التوائم، كما تستقبل الإشارات الحسية من أعصاب أخرى مثل العصب الوجهي والعصب البلعومي اللساني والعصب المبهم.
تتكون النواة الخاعية للعصب الثلاثي التوئم من ثلاث أجزاء فرعية:
- الجزء الفموي (pars oralis): وينقل الإحساس باللمس من المنطقة الفموية الوجهية، ويتتابع مع النواة الحسية الرئيسية للعصب ثلاثي التوائم
- الجزء بين قطبي (pars interpolaris): وتنقل أيضا الإحساس باللمس، بجانب نقل ألام الأسنان.
- الجزء الذنبي (pars caudalis): وينقل الإحساس بالألم والحرارة من الرأس.